# Zoran Lerchbacher
Zoran „Zoki“ Lerchbacher (* 30. Mai 1972 in Graz) ist ein österreichischer Dartspieler.

## Karriere
Zoran Lerchbacher begann seine Karriere in der österreichischen E-Dart Szene. Im Jahr 2009 belegte er bei den Austrian Open den dritten Platz. Im E-Dart konnte er bereits österreichischer Meister, Europa- und Weltmeister werden.
2011 folgte der Wechsel von der British Darts Organisation zur Professional Darts Corporation. 2013 qualifizierte er sich trotz einer Niederlage im Finale der Bulls Super League Eastern Europe gegen seinen Landsmann Mensur Suljović für die Weltmeisterschaft 2014, da dieser bereits über die Players Championship Order of Merit qualifiziert war. In seiner Vorrundenpartie setzte er sich mit 4:1 gegen den Engländer Ben Ward durch. In der 1. Runde verlor er, trotz guter Leistung, gegen den späteren Turniersieger Michael van Gerwen mit 0:3.
Wenige Monate später konnte sich der Steirer bei der PDC Qualifying School eine Tour Card erspielen, jedoch konnte er in den folgenden zwei Jahren keine weiteren Erfolge verzeichnen. Zwei Jahre später fand er jedoch zu alter Stärke zurück und konnte an drei European Tour-Events teilnehmen und im Finale der Bulls Super League Eastern Europe 2016 mit einem 10:1-Sieg über Dietmar Burger erneut das WM-Ticket lösen. In der Vorrunde besiegte er, trotz eines 0:1-Rückstandes, seinen Gegner Simon Stevenson aus England mit 2:1. Auch in diesem Jahr zeigte Lerchbacher zwar in der ersten Runde gegen den Schotten Robert Thornton eine gute Leistung, verlor aber auch dieses Mal 0:3.
Zwar gelang es ihm nicht, sich erneut die Tour Card zu sichern, Lerchbacher schaffte es aber, sich bei der Q-School im Januar die Tourkarte zu holen und konnte sich mit guten Leistungen bei den UK Open Qualifiers für die UK Open 2017 qualifizieren. Mit 4:6 schied er dort in der zweiten Runde gegen den Engländer Matthew Dennant aus.
Durch einen Finaleinzug in Barnsley, wo er Joe Cullen mit 4:6 unterlag, konnte sich der Österreicher für weitere Turniere qualifizieren. Dadurch machte Zoki einen großen Schritt, um sich für die wichtigen TV-Turniere, wie die Players Championship Finals 2017 zu qualifizieren. Mit einem Sieg in über Mervyn King bei der Weltmeisterschaft 2018 schaffte Lerchbacher erstmals den Einzug in die zweite Runde, wo er gegen Keegan Brown mit 2:4 unterlag. Durch dieses Resultat war Lerchbacher unter den besten 64 Spielern der PDC Order of Merit platziert und erhielt somit die Tour Card für das Jahr 2018.
Beim dritten Turnier der UK Open Qualifiers 2018 kam Lerchbacher bis ins Finale, musste sich jedoch Michael Smith mit 0:6 geschlagen geben. Beim World Cup of Darts 2018 trat er im Sommer gemeinsam mit Mensur Suljović für Österreich an, allerdings schied das Duo bereits in Runde 1 gegen Japan aus. Bei der Turnierausgabe im Folgejahr konnte das Duo sich jedoch verbessern und drang bis ins Viertelfinale vor. Am Ende des Jahres setzte er sich im Finale des Süd-/Osteuropäischen Qualifier für die Weltmeisterschaft 2020 im Entscheidungsleg gegen Rusty-Jake Rodriguez durch. In der ersten Runde konnte er sich erneut im Entscheidungsleg durchsetzen und den Engländer Jamie Hughes besiegen. In der Folgerunde schied er jedoch mit 1:3 gegen Krzysztof Ratajski aus Polen aus und verlor damit auch seine Tour Card.
Bei der PDC Qualifying School 2021 qualifizierte sich Lerchbacher erneut für die PDC Pro Tour. Er spielte jedoch insbesondere 2022 kaum Turniere und verlor die Tour Card daraufhin wieder. Auf der Teilnehmerliste für die Q-School 2023 tauchte Lerchbacher daraufhin nicht auf.

## Weltmeisterschaftsresultate

### PDC
- 2014: 1. Runde (0:3-Niederlage gegen  Michael van Gerwen)
- 2017: 1. Runde (0:3-Niederlage gegen  Robert Thornton)
- 2018: 2. Runde (2:4-Niederlage gegen  Keegan Brown)
- 2020: 2. Runde (1:3-Niederlage gegen  Krzysztof Ratajski)